# 手形貸付
手形貸付（てがたかしつけ）とは経済学用語の一つで、銀行などの金融機関が資金を融資する方法の一つである。資金を融資する場合に、借主から銀行宛の約束手形を振り出し、銀行は借主に手形に書かれている額面から利息分を引いただけの金額を交付するという方法。この方法は主に短期資金の融資に用いられている。